# Max Braun
Maximilian (Max) Christian Gustav Carl Braun, född 30 september 1850 i Myslowitz, Schlesien, död 19 februari 1930 i Königsberg, var en tysk zoolog; far till geografen Gustav Braun. 
Braun blev 1878 docent vid universitetet i Würzburg, 1880 prosektor och 1883 professor i Dorpat samt 1886 professor i Rostock och 1890 i Königsberg.
Förutom viktiga bidrag till fåglarnas utvecklingshistoria utgav han många arbeten rörande maskarna, särskilt inälvsmaskarnas morfologi. Han lämnade bland annat värdefulla bidrag till den hos oss allmänna breda binnikemaskens (Bothriocephalus) levnadshistoria och publicerade Die tierischen Parasiten des Menschen (1903). Han bearbetade i Heinrich Georg Bronns "Klassen und Ordnungen des Thierreichs" avdelningen Maskar (Vermes).